# ケーキの切れない非行少年たち
『ケーキの切れない非行少年たち』（ケーキのきれないひこうしょうねんたち）は、児童精神科医である宮口幸治が、医療少年院での勤務経験をもとに著した書籍である。2022年3月時点で累計発行部数が120万部を記録している。本作をもとにドキュメント小説化、漫画化、ドラマ化などされた。

## 作品概要
犯罪を行い少年院に収容された非行少年には、厳しい懲罰を求める世間の声や、自分の行いを反省し更生するための支援者からの矯正教育が向けられる。
しかし、多くの非行少年に接してきた著者は、自分の犯した罪に向き合う・被害者の気持ちを考えるといった「反省以前の問題」として、そもそも複雑な問題を思考する能力の低い境界知能の子どもが多く含まれていることを痛感した。ところが、明らかな知的障害と異なり、これらの少年は一見「普通」の子どもとして扱われ、早期の支援の手から漏れることが少なくない。その結果、後先考えずその場の感情で衝動的に行動する、目が合っただけで「睨まれた」等の認知の歪みによる被害者意識を募らせる、単に「不真面目」「怠けている」との評価で親や教師から叱責されたり同年代の友人達からイジメられたりしたストレスを爆発させる等、犯罪の加害者となるに至るケースが散見される。
こうした事態を防ぐための具体的な認知機能向上トレーニングについても、併せて本書で提案されている。

## 書誌情報
- 宮口幸治『ケーキの切れない非行少年たち』新潮社、2019年7月13日発売[2]、ISBN 978-4-10-610820-4
- 宮口幸治『どうしても頑張れない人たち―ケーキの切れない非行少年たち〈2〉』新潮社、2021年4月19日発売[3]、ISBN 978-4-10-610903-4
- 宮口幸治『ドキュメント小説 ケーキの切れない非行少年たちのカルテ』新潮社、2022年9月20日発売[4]、ISBN 978-4-10-610965-2

## 漫画
同名のタイトルの漫画が、『くらげバンチ』（新潮社）にて、2020年6月12日から連載されている。漫画は鈴木マサカズが担当。2022年、第6回さいとう・たかを賞を受賞。
- 宮口幸治（原作）・鈴木マサカズ（漫画）『ケーキの切れない非行少年たち』新潮社〈BUNCH COMICS〉、既刊9巻（2024年8月7日現在）
  1. 2020年12月9日発売[7][8]、ISBN 978-4-10-772342-0
  2. 2021年4月9日発売[9]、ISBN 978-4-10-772374-1
  3. 2021年9月9日発売[10]、ISBN 978-4-10-772425-0
  4. 2022年2月9日発売[11]、ISBN 978-4-10-772471-7
  5. 2022年7月7日発売[12]、ISBN 978-4-10-772515-8
  6. 2023年2月9日発売[13]、ISBN 978-4-10-772571-4
  7. 2023年9月8日発売[14]、ISBN 978-4-10-772646-9
  8. 2024年3月8日発売[15]、ISBN 978-4-10-772692-6
  9. 2024年8月7日発売[16]、ISBN 978-4-10-772737-4

## テレビドラマ
NHK BS1にて2023年6月20日にドキュメンタリードラマ「ケーキの切れない非行少年たち」として放送された。
キャスト
- 小平恵（演、小林桃子） - 都内公立高校に通う女子高生。IQは76で、知的障害（IQ70未満）ではないものの、平均値には及ばない「境界知能」に該当。友達に認められるようとして万引きを繰り返す。
- 六麦克彦（演、平岡祐太） - 女子少年院につとめる精神科医。
- 小平里美（演、工藤夕貴） - 恵の母。 恵が幼少期に家庭内暴力が原因で夫と離婚している。

スタッフ
- 原作 - 宮口幸治
- 脚本 - 山口智之
- 演出 - 四宮秀二（パオネットワーク）
- 制作統括 - 樋口俊一（NHK）、関英祐（NHKエンタープライズ）、山根幸太郎（パオネットワーク）